# Diakonissenkrankenhaus Augsburg
Das Diakonissenkrankenhaus in Augsburg ist ein Backsteinbau im neugotischen Stil, der 1891–1893 von Jean Keller errichtet wurde und unter Denkmalschutz steht. Das Belegkrankenhaus der Versorgungsstufe 1 versorgt heute jährlich etwa 7.500 Patienten stationär und 2.500 Patienten ambulant. Es befindet sich in der Augsburger Innenstadt unweit des Hauptbahnhofes.

## Geschichte

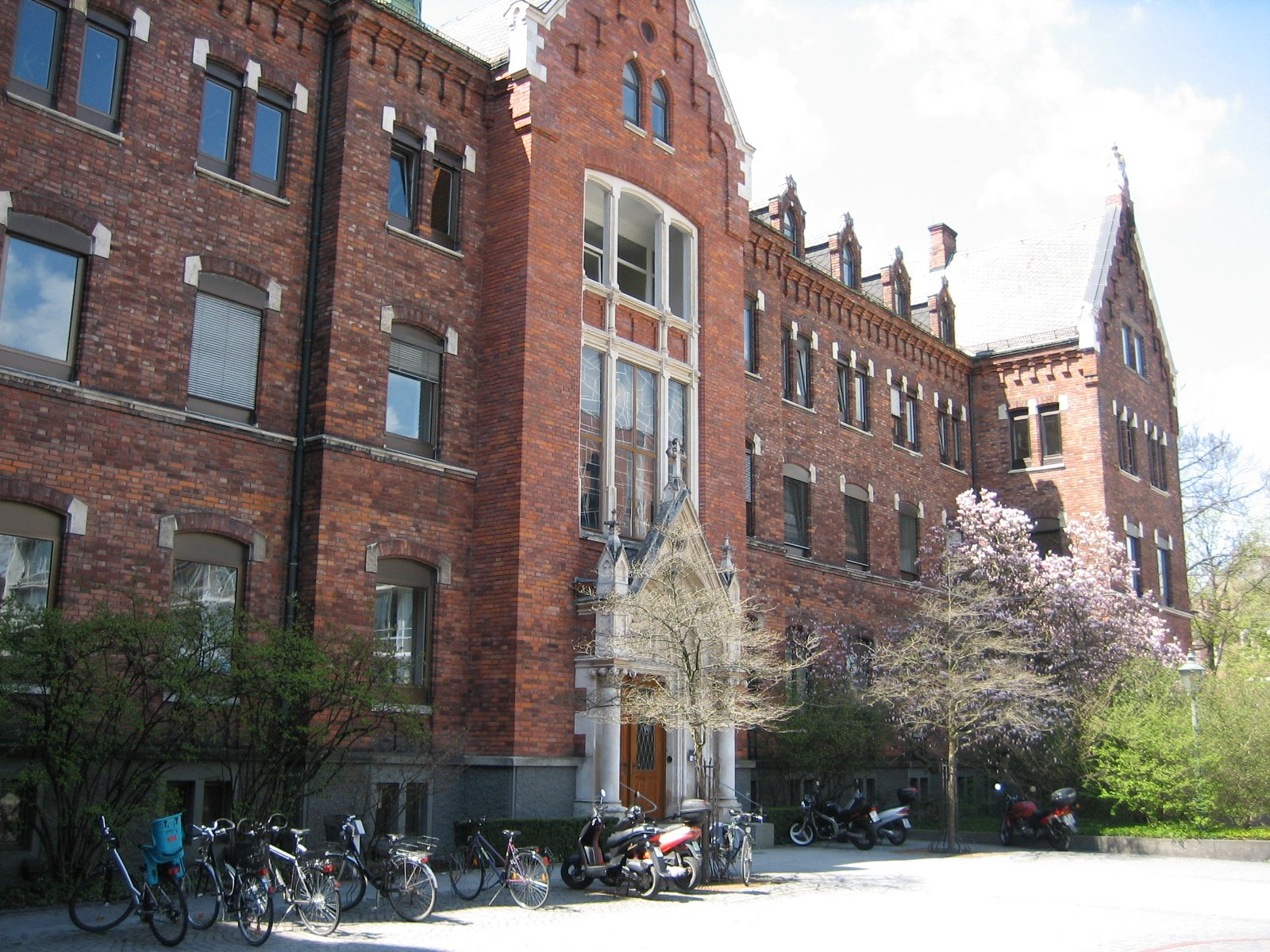
Ansicht der Krankenhauskapelle

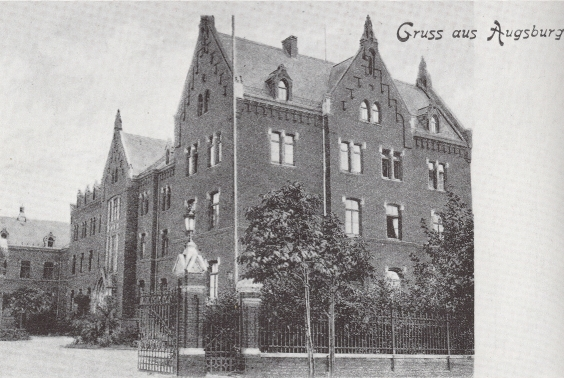
Ansichtskarte der Diakonissenanstalt aus dem Jahre 1902

Der 1854 in Augsburg eingerichtete St. Johannis-Zweigverein sah schon bei seiner Gründung die Krankenpflege durch Diakonissen als ein wichtiges Ziel an. Die tatsächliche Tätigkeit begann allerdings erst ein Jahr später am 15. Oktober 1855, als eine aus Straßburg zugezogene Schwester in einer Mietwohnung in der Altstadt, dem so genannten Marthaheim, mit der ambulanten Behandlung von Patienten begann. Dieses Datum wird heute als die Gründung des Diakonissenkrankenhauses in Augsburg angesehen.
In den folgenden Jahren wurde das Personal stetig verstärkt und teilweise auch an andere Einrichtungen abgegeben: So arbeiteten 1869 schon acht Diakonissen in einer eigenen protestantischen Abteilung des Hauptkrankenhauses am Unteren Graben.
Mit den finanziellen Mitteln, welche die Diakonissen aus dem Erbe der Gräfin Stephanie Guiot du Ponteil erhalten hatten, wurde 1886 ein Grundstück an der Frölichstraße gekauft und dort von 1891 an durch den bekannten Architekten Jean Keller das noch heute bestehende Klinikgebäude als Backsteinbau im neugotischen Stil errichtet. Dieser Bau steht heute unter Denkmalschutz.
Die Klinik besaß bei ihrer Eröffnung im Jahre 1893 30 Betten und wurde schon damals im Belegarzt-System geführt. 1900 pflegten die Diakonissen etwa 400 Patienten jährlich. In den Folgejahren wurde das Krankenhaus durch Anbauten erweitert, wie zum Beispiel 1899 die „Kinderbewahranstalt“ oder 1901 die „Paulinenpflege“. Durch die stetigen Erweiterungen hatte das Krankenhaus 1930 schon eine Bettenkapazität für 150 Patienten.
Im Zweiten Weltkrieg wurde die Klinik als Reservelazarett genutzt und erlitt in der so genannten „Augsburger Bombennacht“ vom 25. auf den 26. Februar 1944 schwere Schäden. Nach Kriegsende wurde das Krankenhaus im Zuge des Wiederaufbaus erweitert und besaß damit zu diesem Zeitpunkt 220 Betten. 1960 wurde ein Tagungs- und Schwesternhaus angeschlossen und 1976 ein neuer Operationstrakt eingeweiht.
Nach dem Jahrtausendwechsel wurde das Diakonissenkrankenhaus stark umstrukturiert und durch den Bau eines nebenan gelegenen Ärztehauses ergänzt. Im Zuge einer medizinischen Neuorientierung – der Schwerpunkt wird nun auf Chirurgie, Diabetologie, Gynäkologie, Kardiologie und Urologie gelegt – führte die Klinik auch den heute verwendeten Namen „diako – die stadtklinik“ ein.
Seit April 2010 ist ein an das Krankenhaus direkt angrenzender Neubau errichtet. Die unter anderem darin befindlichen vier neuen Operationssäle gingen einen Monat später in Betrieb. Über fünfzig Belegärzte und Anästhesisten führen medizinische Behandlungen durch. Bei der insgesamt 60 Millionen Euro umfassenden Investitionsmaßnahme wurde weiter eine modernen Anforderungen gerecht werdende Technikzentrale errichtet. Ein Blockheizkraftwerk mit zwei Mikrogasturbinen und einem optionalen Anschluss an die Fernwärmeversorgung sorgt für die Betriebssicherheit des Krankenhauses. Nach dem Spatenstich für den Neubau im September 2008 wurden auf dem Gelände archäologische Ausgrabungen durchgeführt, die zu Funden aus römischer Zeit führten. Über dem für 14 Millionen Euro gebauten Operationstrakt sind auf zwei Stockwerken Ein- und Zweibettzimmer für Patienten entstanden.

## Trägerschaft
Das Diakonissenkrankenhaus wird von der Augsburger Diakonissenanstalt getragen, die auf dem Gelände ein Ärztehaus, ein Altenheim, ein Hotel und ein Restaurant betreibt und in der Hooverstraße in Augsburg noch die Pflegeschulen und eine Fachakademie für Sozialpädagogik.

## Medizinische Fachgebiete
Das ärztliche Personal des Diakonissenkrankenhauses wird von Belegärzten gestellt, die daneben in aller Regel eine eigene Praxis führen. Die Klinik gliedert sich in Stationen folgender Fachbereiche:
- Chirurgie
- Gynäkologie
- Innere Medizin/Akutgeriatrie
- Innere Medizin
- Urologie

Daneben umfasst das Krankenhaus auch eine Anästhesie und ein Zentrum für die Behandlung von ambulanten Patienten. Direkt neben den Gebäuden der Klinik befindet sich ein angeschlossenes Ärztehaus.

## Leitung
Die Klinikleitung setzt sich folgendermaßen zusammen:
- Claus Boldt, Kaufmännischer Vorstand
- Michael Röhl, Ärztlicher Vorstand
- Rainer Lederhofer, Verwaltungsleiter
- Manfred Dürr, Pflegedirektor

## Gesundheitspartner
Folgende Gesundheitspartnerschaften bestehen:
- Verbund Interdisziplinäre ambulant-stationäre Versorgung Augsburg e.V.
- MVZ Labor Ravensburg GbR
- Drescher + Lung GmbH & Co. KG
- DrKRAUS Apotheke am diako
- Radiologie Augsburg Friedberg ÜBAG